# Charles-Émile Wattier
Charles-Émile Wattier, né à Paris le 17 novembre 1800 et mort dans cette même ville le 22 novembre 1868, est un peintre, aquafortiste et lithographe français.

## Biographie
Charles-Émile Wattier est le fils de Marie François Joseph Wattier et de Marie Pélagie Thuillier. Son frère ainé est l'artiste peintre Édouard Wattier.
Élève du baron Gros, il pratique la peinture, mais également la gravure, comme l'eau-forte et la lithographie.
Il expose au Salon de Paris de 1827 à 1868 ; il commence par montrer des vignettes destinées à des ouvrages. Puis, à partir de 1831, des peintures inspirées de scènes littéraires romantiques et religieuses.
À compter de 1835, Émile Wattier habite dans le 6e arrondissement de Paris, sur la petite place de la rue de Furstemberg, jusqu'à sa mort.
Il meurt le 22 novembre 1868 à Paris.
Il eut pour élève Gabrielle Niel, fille de son ami Jules Niel (1800-1872).

Exemples d'œuvres d'Émile Wattier
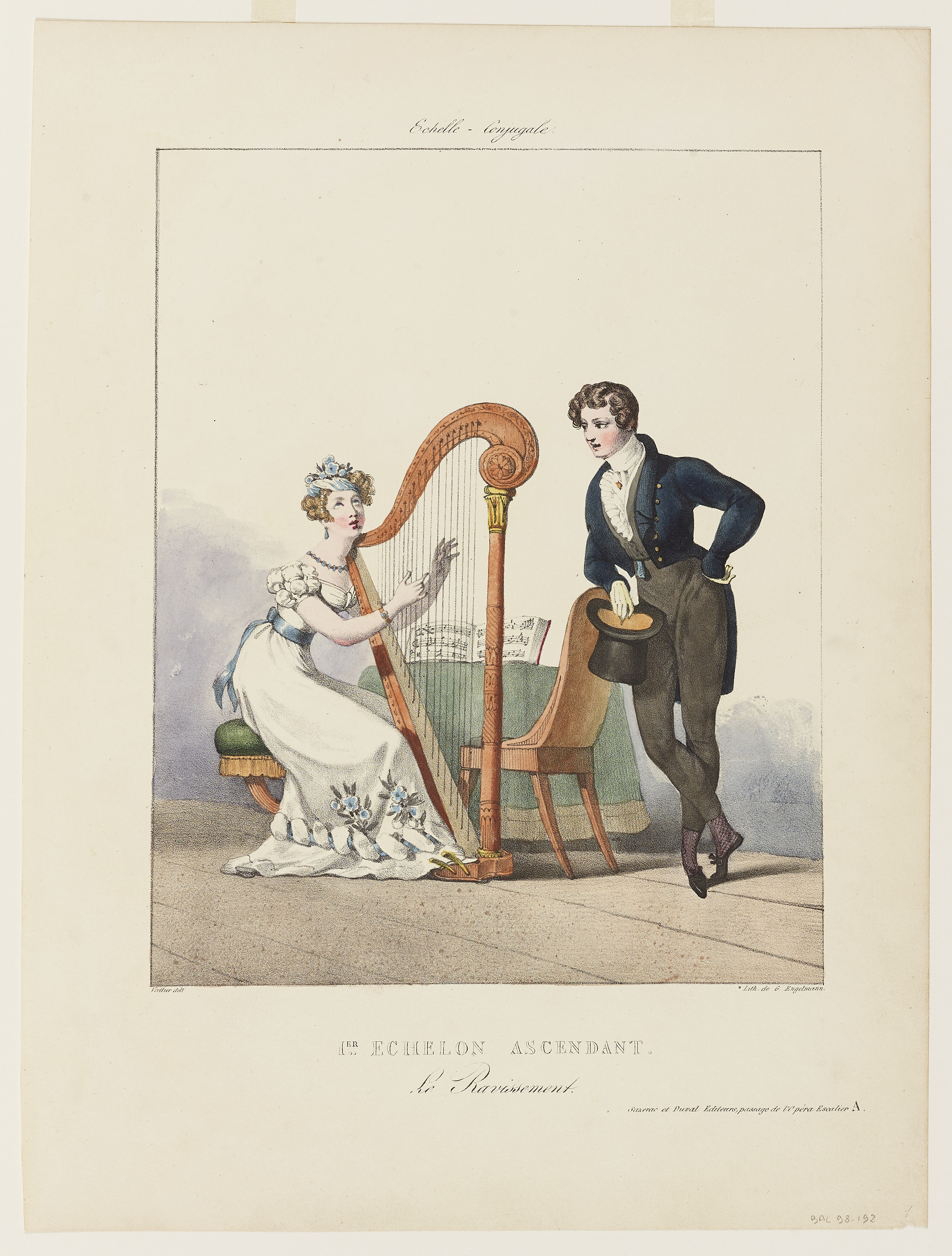
1er échelon ascendant : le ravissement 1824), composition lithographiée par G. Engelmann (série « L’Échelle conjugale »)
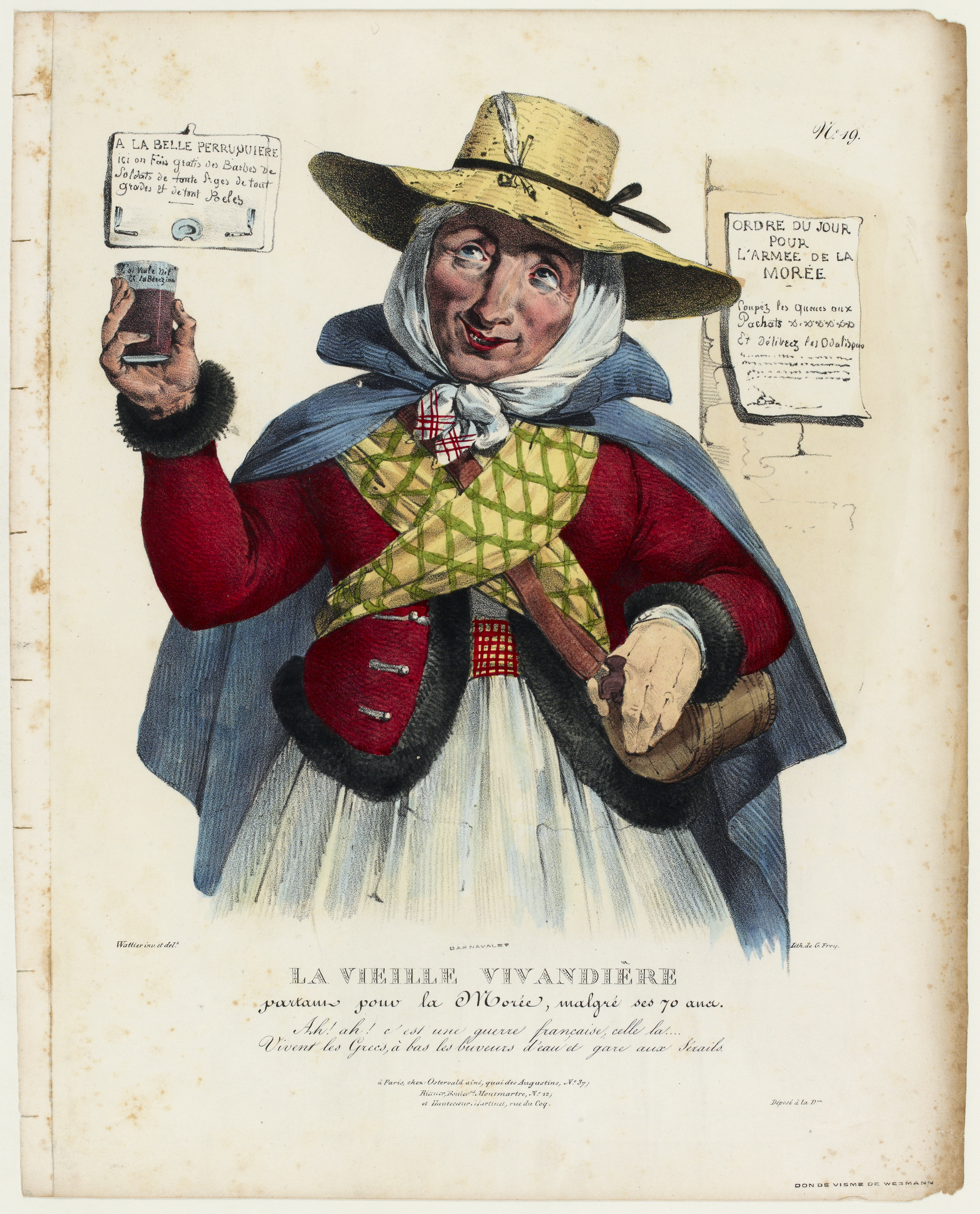
La Vieille Vivandière (1828), lithographie imprimée par Jean Georges Frey
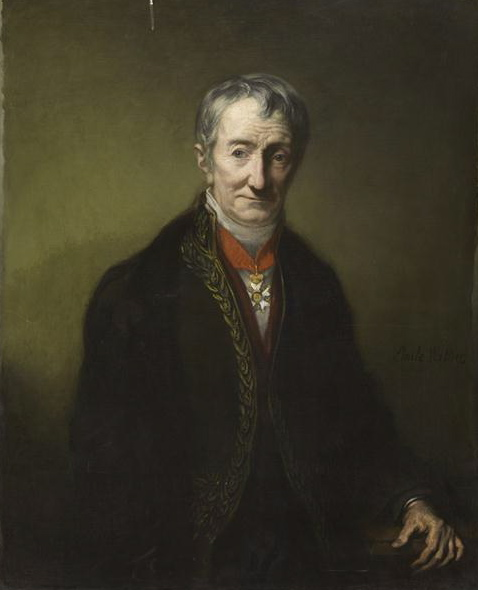
Portrait d'Alexandre Brongniart (1847), Cité de la céramique de Sèvres